# Cinna
|  | Per a altres significats, vegeu «Cinna (desambiguació)». |

Cinna és un gènere de plantes de la família de les poàcies És originari de les regions temperades d'Euràsia, Amèrica del Nord i Amèrica del Sud.

## Descripció
Són plantes perennes cespitoses. La lígula és una membrana; làmines linears. Inflorescència una panícula laxa, solitària, terminal. Espiguetes comprimides lateralment, amb 1 flòscul bisexual; desarticulació per sota de les glumes; glumes una mica més llargues o més curtes que el flòscul, membranàcies, 1-3-nervias; lema membranàcia, 3-nervia, curtament arestada per sota de l'àpex; pàlea tan llarga com la lema, estretament 2-carinada o 1-carinada; raquilla perllongada, oculta entre les quilles; estams 1-2; estils 2; ovari glabre. Fruit una cariopsi; fil puntejat; endosperma líquid o pastós.

## Taxonomia
El gènere va ser descrit per Carl von Linné i publicat a Species Plantarum 1: 5. 1753. L'espècie tipus és: Cinna arundinacea L. 
Etimologia
El nom del gènere deriva de la paraula grega cinna que significa herba.
Citologia
Nombre de la base del cromosoma, x = 7. 2n = 28. 4 ploid. Cromosomes "grans".
- Cinna arundinacea L.
- Cinna bolanderi Scribn.
- Cinna latifolia (Trevir.) Griseb.
- Cinna poiformis (Kunth) Scribn. i Merr.